# I Found Out
"I Found Out" é uma canção composta pelo músico inglês John Lennon para seu álbum de estreia após a separação oficial dos Beatles em 1970, John Lennon/Plastic Ono Band.
A gravação foi produzida pelo próprio Lennon, em conjunto com Yoko Ono e Phil Spector.

## A composição
Esta canção raivosa e amarga pode ser considerada o resultado de uma década na qual Lennon passou por diversos gurus em busca da iluminação, com meditação, drogas e finalmente através da Terapia Primal de Arthur Janov. "I found out" pode ser traduzido para o Português como "eu me dei conta" ou "eu descobri", ou seja, na música ele deixa de lado esta série de falsos ídolos que ele tinha acumulado e rejeita-os, para se apresentar finalmente como "livre de ilusão".
A composição também revela o desconforto e revolta de Lennon com as pessoas que ficavam lhe assediando diariamente, como no começo da canção em que ele canta The freaks on the phone won't leave me alone, so don't give me that brother, brother, ... ("os pirados no telefone não vão me deixar em paz, então não me vem com essa, meu irmão", em tradução livre).
Posteriormente Lennon explicou o verso em uma edição da revista Rolling Stone:I'm sick of all these aggressive hippies or whatever they are, the 'Now Generation', being very up-tight with me. Either on the street or anywhere, or on the phone, demanding my attention, as if I owed them something ("estou cansado de todos estes hippies agressivos ou seja lá quem for, a 'Nova Geração', irritados comigo. Seja na rua ou em qualquer lugar, ou no telefone, exigindo minha atenção, como se eu lhes devesse algo").

## Músicos
Ringo aparece tocando nesta gravação. Diferente dos outros Beatles, John manteve uma boa relação com o baterista. Ele depois explicou que "apesar de tudo, os Beatles realmente podiam tocar juntos quando não estavam tensos e se eu tenho algo rolando, Ringo sabe para onde ir, bem assim, e ele faz bem feito" ("In spite of all the things, the Beatles could really play music together when they weren't uptight, and if I get a thing going, Ringo knows where to go, just like that, and he does well").
Esta é lista dos músicos que fizeram parte da gravação:
- John Lennon – vocais, guitarra
- Ringo Starr – bateria
- Klaus Voormann – baixo

## A canção na cultura popular
A canção foi regravada pelo grupo Red Hot Chili Peppers para o álbum tributo Working Class Hero: A Tribute to John Lennon. Também foi regravada por Nathaniel Mayer para seu álbum I Just Want to Be Held, de 2004.
A canção foi usada nos créditos finais do sexto episódio da terceira temporada de The Marvelous Mrs. Maisel.